# Guillaume III de Forcalquier
Guillaume III d'Urgel, dit de Forcalquier, mort à Avignon le 7 octobre 1129, est un comte de Forcalquier sous le nom de Guillaume Ier.

## Numéro d'ordre
Les interrogations se posent à propos de sa numérotation, qui n'est pas contemporaine, mais attribués par les historiens quelques siècles plus tard. Il est classiquement numéroté Guillaume III. C'est le premier Guillaume à ne plus être comte de Provence et seulement comte de Forcalquier. Si l'on prend en compte les Guillaume qui furent comte de Provence, il serait Guillaume VI. Si l'on ne prend que les Guillaume de sa lignée il serait Guillaume IV.
Quand on ne fait référence qu'au comté de Forcalquier, il est numéroté Guillaume Ier.

## Biographie

### Jeunesse
Guillaume ou Guilhem semble naître vers 1080,. Il est le fils d'Ermengaud/Ermengol/Armengol IV († 1090), comte d'Urgell, et de sa seconde épouse Adélaïde de Provence († v. 1144/1150),.
Son père meurt le 28 mars 1092, son demi-frère Armengol V devient comte d'Urgel et sa mère se retire, avec lui et sa sœur en Provence, dans la cité d'Avignon. Elle est comtesse de Provence en indivision avec ses cousins Bertrand Ier de Provence et Bertrand II de Provence.
Absent de la documentation entre 1090 et 1110, il est possible qu'il se soit rendu en Terre sainte, au cours ou peu après la Première Croisade.

### Action à la tête du comté
Bertrand II, dernier représentant mâle de la maison de Provence, meurt en 1093, et vingt cinq ans plus tard, ce sont trois familles qui possèdent en indivision la Provence, la maison de Toulouse (avec Alphonse Jourdain), celle de Barcelone (avec Raimond-Bérenger III) et celle d'Urgel (avec sa mère Adélaïde et Guillaume).

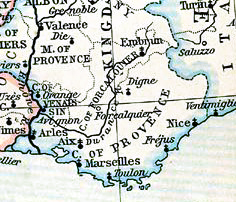
Le comté de Forcalquier, entre comté et marquisat de Provence.

Les conflits d'intérêts entre les comtes de Toulouse et de Barcelone aboutissent en 1125 à un partage de la Provence entre Toulouse (qui eut le marquisat de Provence, au nord de la Durance) et Barcelone (qui eut le comté de Provence, au sud de la Durance), excluant la maison d'Urgel. Ces tensions reprennent rapidement dès 1131 avec un nouveau participant, la maison des Baux, aboutissant aux guerres baussenques (1144-1162).
Guillaume passe les années 1110 à lutter contre ses vassaux : il prend le château de Castillon aux Agoult, guerroie en Haute-Durance, obtient l'hommage du seigneur de Volx.
Mais l'absence du comte de Toulouse sur ses terres provençales permit à Adélaïde de s'étendre dans les régions de Forcalquier et d'Avignon et de s'intituler comtesse de Forcalquier. Une vingtaine d'années après la mort de Guillaume, un autre partage définit les limites entre le marquisat de Provence et le comté de Forcalquier.

## Famille
Guillaume épouse avant 1127 Gersende, fille de Guigues III, comte d'Albon. Si la date précise du mariage n'est pas connue, les parents de Garsende se sont mariés entre 1106 et 1110. L'alliance s'est peut être conclue en 1126, au lendemain du partage de 1125. Elle lui amène en dot les comtés de Gap et d'Embrun. Il est certain que ce mariage l'aida à revendiquer une partie de la Provence pour former le comté de Forcalquier. De ce mariage naquirent :
- Guigues († 1149), comte de Forcalquier.
- Bertrand Ier († 1149/51), comte de Forcalquier.

#### Ouvrages récents
- Édouard Baratier, Histoire de la Provence, Toulouse, Editions Privat, 1990, 604 p. (ISBN 2-7089-1649-1) (réédition).
- Florian Mazel, La noblesse et l'Église en Provence fin Xe - début XIVe siècle, Paris, CTHS, 2002, 803 p. (ISBN 978-2-7355-0503-6, LCCN 2005397122).
- Mariacristina Varano (thèse soutenue à l'université d'Aix-Marseille I), Espace religieux et espace politique en pays provençal au Moyen Âge (IXe-XIIIe siècles). L'exemple de Forcalquier et de sa région, 2011, 1007 + 132 (lire en ligne [PDF]).

#### Ouvrages anciens
- Jean-Pierre Poly, La Provence et la société féodale : 879-1166, contribution à l'étude des structures dites féodales dans le Midi, Paris, Bordas, 1976, 431 p. (lire en ligne).
- Georges de Manteyer, La Provence du premier au douzième siècle : études d'histoire et de géographie politique. Tome 1, Picard, 1908, 988 p. (lire en ligne).